# Emmelichthys struhsakeri
Emmelichthys struhsakeri is een straalvinnige vissensoort uit de familie van emmelichtiden (Emmelichthyidae). De wetenschappelijke naam van de soort is voor het eerst geldig gepubliceerd in 1977 door Heemstra & Randall.